# Associazione Sportiva Lucchese Libertas 1992-1993
Questa pagina raccoglie le informazioni riguardanti l'Associazione Sportiva Lucchese Libertas nelle competizioni ufficiali della stagione 1992-1993.

## Stagione
Nella stagione 1992-1993 la Lucchese disputa il campionato cadetto, ottiene il tredicesimo posto con 33 punti. La stagione dei rossoneri è iniziata con l'allenatore Corrado Orrico e con l'eliminazione dal primo turno della Coppa Italia per mano del Taranto, in campionato per tutto il girone di andata, chiuso con 13 punti al quart'ultimo posto, è stata in zona retrocessione, a fine gennaio il tecnico toscano è stato esonerato, al suo posto è stato chiamato il professor Franco Scoglio, il quale ha iniziato con una vittoria (1-3) a Bologna, e con la sua esperienza ha guidato la Lucchese all'obiettivo stagionale della salvezza.

## Rosa
| N. |                   | Ruolo | Calciatore           |
| -- | ----------------- | ----- | -------------------- |
|    | Italia (bandiera) | C     | Mario Ansaldi        |
|    | Italia (bandiera) | D     | Francesco Baldini    |
|    | Italia (bandiera) | D     | Gabriele Baraldi     |
|    | Italia (bandiera) | D     | Stefano Bettarini    |
|    | Italia (bandiera) | C     | Andrea Bianchi       |
|    | Italia (bandiera) | D     | Giandomenico Costi   |
|    | Italia (bandiera) | D     | Daniele Delli Carri  |
|    | Italia (bandiera) | C     | Eusebio Di Francesco |
|    | Italia (bandiera) | C     | Oliviero Di Stefano  |
|    | Italia (bandiera) | C     | Aldo Dolcetti        |
|    | Italia (bandiera) | C     | Mario Donatelli      |
|    | Italia (bandiera) | C     | Silvio Giusti        |

| N. |                   | Ruolo | Calciatore        |
| -- | ----------------- | ----- | ----------------- |
|    | Italia (bandiera) | D     | Massimo Indragoli |
|    | Italia (bandiera) | A     | Luca Lugnan       |
|    | Italia (bandiera) | P     | Paolo Mancini     |
|    | Italia (bandiera) | C     | Roberto Marta     |
|    | Italia (bandiera) | C     | Francesco Monaco  |
|    | Italia (bandiera) | A     | Oreste Sacchetti  |
|    | Italia (bandiera) | A     | Andrea Pistella   |
|    | Italia (bandiera) | P     | Davide Quironi    |
|    | Italia (bandiera) | A     | Massimo Rastelli  |
|    | Italia (bandiera) | C     | Bruno Russo       |
|    | Italia (bandiera) | A     | Roberto Simonetta |
|    | Italia (bandiera) | D     | Sandro Vignini    |

## Risultati

### Serie B

#### Girone di andata
| Arbitro: | Borriello (Mantova) |

|                       |           |               |
| Insanguine 72’ (rig.) | Marcatori | 50’ Donatelli |

| Lucca 13 settembre 1992 2ª giornata | Lucchese         | 0 – 0 | Bologna | Stadio Porta Elisa\| Arbitro: \| Cardona (Milano) \| |
| Arbitro:                            | Cardona (Milano) |       |         |                                                      |

| Lucca 20 settembre 1992 3ª giornata | Lucchese                               | 0 – 0 | Cosenza | Stadio Porta Elisa\| Arbitro: \| Pellegrino (Barcellona Pozzo di Gotto) \| |
| Arbitro:                            | Pellegrino (Barcellona Pozzo di Gotto) |       |         |                                                                            |

| Arbitro: | Conocchiari (Macerata) |

|                  |           |  |
| F. Giampaolo 64’ | Marcatori |  |

| Arbitro: | Brignoccoli (Ancona) |

|                                        |           |                                           |
| Di stefano 24’ M. Donatelli 39’ (rig.) | Marcatori | 32’ (rig.) Cucchi 46’ Jarni 53’ Tovalieri |

| Piacenza 11 ottobre 1992 6ª giornata | Piacenza            | 0 – 0 | Lucchese | Stadio Galleana\| Arbitro: \| Franceschini (Bari) \| |
| Arbitro:                             | Franceschini (Bari) |       |          |                                                      |

| Arbitro: | Merlino (Torre del Greco) |

|                                  |           |          |
| Hubner 32’, 37’ Lerda 85’ (rig.) | Marcatori | 43’ Paci |

| Arbitro: | Rosica (Roma) |

|                       |           |  |
| Rastelli 47’ Paci 76’ | Marcatori |  |

| Arbitro: | Quartuccio (Torre Annunziata) |

|                                           |           |                 |
| P. Sacchetti 19’ (rig.) Giusti 36’ (aut.) | Marcatori | 45’ (rig.) Paci |

| Arbitro: | Stafoggia (Pesaro) |

|              |           |                            |
| Rastelli 36’ | Marcatori | 28’ Bortoluzzi 82’ Bonaldi |

| Arbitro: | Bolognino (Milano) |

|         |           |                 |
| Soda 6’ | Marcatori | 21’ (rig.) Paci |

| Arbitro: | Sguizzato (Verona) |

|            |           |  |
| 74’ Mobili | Marcatori |  |

| Lucca 29 novembre 1992 13ª giornata | Lucchese         | 0 – 0 | Ascoli | Stadio Porta Elisa\| Arbitro: \| Bazzoli (Merano) \| |
| Arbitro:                            | Bazzoli (Merano) |       |        |                                                      |

| Arbitro: | Pezzella (Frattamaggiore) |

|           |           |  |
| Fasce 88’ | Marcatori |  |

| Arbitro: | Borriello (Mantova) |

|              |           |  |
| Rastelli 66’ | Marcatori |  |

| Arbitro: | Pellegrino (Barcellona Pozzo di Gotto) |

|               |           |             |
| Lucarelli 72’ | Marcatori | 13’ Ansaldi |

| Arbitro: | Bettin (Padova) |

|          |           |               |
| Paci 63’ | Marcatori | 40’ Artistico |

| Arbitro: | Racalbuto (Gallarate) |

|                             |           |                 |
| Simonetta 30’ Galderisi 49’ | Marcatori | 59’ (rig.) Paci |

| Arbitro: | Fabricatore (Roma) |

|          |           |                          |
| Paci 23’ | Marcatori | 83’ (rig.) Notaristefano |

#### Girone di ritorno
| Arbitro: | Fucci (Salerno) |

|          |           |             |
| Paci 15’ | Marcatori | 36’ Nardini |

| Arbitro: | Bolognino (Milano) |

|            |           |                                           |
| Casale 85’ | Marcatori | 45’ Rastelli 52’ (rig.) Paci 60’ Dolcetti |

| Arbitro: | Arena (Ercolano) |

|         |           |            |
| Bia 45’ | Marcatori | 65’ Giusti |

| Arbitro: | Rosica (Roma) |

|                 |           |  |
| Paci 17’ (rig.) | Marcatori |  |

| Arbitro: | Conocchiari (Macerata) |

|                                     |           |              |
| Tovalieri 8’, 88’ (rig.) Protti 61’ | Marcatori | 23’ Rastelli |

| Lucca 7 marzo 1993 25ª giornata | Lucchese        | 0 – 0 | Piacenza | Stadio Porta Elisa\| Arbitro: \| Cesari (Genova) \| |
| Arbitro:                        | Cesari (Genova) |       |          |                                                     |

| Lucca 14 marzo 1993 26ª giornata | Lucchese         | 0 – 0 | Cesena | Stadio Porta Elisa\| Arbitro: \| Baldas (Trieste) \| |
| Arbitro:                         | Baldas (Trieste) |       |        |                                                      |

| Arbitro: | Bettin (Padova) |

|                  |           |  |
| Della Pietra 79’ | Marcatori |  |

| Arbitro: | Borriello (Mantova) |

|                               |           |           |
| Di Francesco 10’ Rastelli 20’ | Marcatori | 74’ Falco |

| Arbitro: | Fabricatore (Roma) |

|               |           |                  |
| F. Romano 52’ | Marcatori | 42’ Di Francesco |

| Arbitro: | Cardona (Milano) |

|                                          |           |             |
| Di Francesco 36’ Giusti 82’ Rastelli 90’ | Marcatori | 52’ Lancini |

| Arbitro: | Bazzoli (Merano) |

|                          |           |                       |
| Gonano 45’ Provitali 59’ | Marcatori | 27’ Rastelli 40’ Paci |

| Arbitro: | Rosica (Roma) |

|              |           |                     |
| Bierhoff 23’ | Marcatori | 12’ (aut.) Pascucci |

| Arbitro: | Conocchiari (Macerata) |

|          |           |             |
| Paci 60’ | Marcatori | 44’ Rotella |

| Arbitro: | Cardona (Milano) |

|                 |           |                       |
| Bertuccelli 13’ | Marcatori | 64’ (aut.) Mazzaferro |

| Lucca 23 maggio 1993 35ª giornata | Lucchese                      | 0 – 0 | Cremonese | Stadio Porta Elisa\| Arbitro: \| Quartuccio (Torre Annunziata) \| |
| Arbitro:                          | Quartuccio (Torre Annunziata) |       |           |                                                                   |

| Monza 30 maggio 1993 36ª giornata | Monza                                  | 0 – 0 | Lucchese | Stadio Brianteo\| Arbitro: \| Pellegrino (Barcellona Pozzo di Gotto) \| |
| Arbitro:                          | Pellegrino (Barcellona Pozzo di Gotto) |       |          |                                                                         |

| Arbitro: | Cesari (Genova) |

|                 |           |               |
| Paci 89’ (rig.) | Marcatori | 32’ Simonetta |

| Arbitro: | Arena (Ercolano) |

|                            |           |              |
| Ceramicola 19’ Rizzolo 58’ | Marcatori | 81’ Rastelli |

### Coppa Italia
| Arbitro: | Bolognino (Milano) |

|                         |           |              |
| Prete 50’ Zaffaroni 85’ | Marcatori | 19’ Pistella |

## Statistiche

### Statistiche di squadra
| Competizione | Punti | In casa | In casa | In casa | In casa | In casa | In casa | In trasferta | In trasferta | In trasferta | In trasferta | In trasferta | In trasferta | Totale | Totale | Totale | Totale | Totale | Totale | DR |
| Competizione | Punti | G       | V       | N       | P       | Gf      | Gs      | G            | V            | N            | P            | Gf           | Gs           | G      | V      | N      | P      | Gf     | Gs     | DR |
| ------------ | ----- | ------- | ------- | ------- | ------- | ------- | ------- | ------------ | ------------ | ------------ | ------------ | ------------ | ------------ | ------ | ------ | ------ | ------ | ------ | ------ | -- |
| Serie B      | 33    | 19      | 5       | 11      | 3       | 17      | 13      | 19           | 1            | 10           | 8            | 18           | 25           | 38     | 6      | 21     | 11     | 35     | 38     | -3 |
| Coppa Italia |       | -       | -       | -       | -       | -       | -       | 1            | 0            | 0            | 1            | 1            | 2            | 1      | 0      | 0      | 1      | 1      | 2      | -1 |
| Totale       |       | 19      | 5       | 11      | 3       | 17      | 13      | 20           | 1            | 10           | 9            | 19           | 27           | 39     | 6      | 21     | 12     | 36     | 40     | -4 |

### Andamento in campionato
| Giornata  | 1 | 2  | 3  | 4  | 5  | 6  | 7  | 8  | 9  | 10 | 11 | 12 | 13 | 14 | 15 | 16 | 17 | 18 | 19 | 20 | 21 | 22 | 23 | 24 | 25 | 26 | 27 | 28 | 29 | 30 | 31 | 32 | 33 | 34 | 35 | 36 | 37 | 38 |
| --------- | - | -- | -- | -- | -- | -- | -- | -- | -- | -- | -- | -- | -- | -- | -- | -- | -- | -- | -- | -- | -- | -- | -- | -- | -- | -- | -- | -- | -- | -- | -- | -- | -- | -- | -- | -- | -- | -- |
| Luogo     | T | C  | C  | T  | C  | T  | T  | C  | T  | C  | T  | C  | C  | T  | C  | T  | C  | T  | C  | C  | T  | T  | C  | T  | C  | C  | T  | C  | T  | C  | T  | T  | C  | T  | C  | T  | C  | T  |
| Risultato | N | N  | N  | P  | P  | N  | P  | V  | P  | P  | N  | P  | N  | P  | V  | N  | N  | P  | N  | N  | V  | N  | V  | P  | N  | N  | P  | V  | N  | V  | N  | N  | N  | N  | N  | N  | N  | P  |
| Posizione | 6 | 10 | 12 | 14 | 16 | 15 | 16 | 14 | 16 | 16 | 16 | 16 | 16 | 17 | 17 | 17 | 17 | 18 | 17 | 17 | 17 | 17 | 15 | 17 | 17 | 16 | 18 | 15 | 15 | 15 | 15 | 15 | 15 | 15 | 15 | 14 | 13 | 13 |

Legenda:

Luogo: C = Casa; T = Trasferta. Risultato: V = Vittoria; N = Pareggio; P = Sconfitta.

### Statistiche dei giocatori
In campionato si aggiungano due autoreti a favore.
| Giocatore       | Serie B  | Serie B | Serie B     | Serie B    | Coppa Italia | Coppa Italia | Coppa Italia | Coppa Italia | Totale   | Totale | Totale      | Totale     |
| Giocatore       | Presenze | Reti    | Ammonizioni | Espulsioni | Presenze     | Reti         | Ammonizioni  | Espulsioni   | Presenze | Reti   | Ammonizioni | Espulsioni |
| --------------- | -------- | ------- | ----------- | ---------- | ------------ | ------------ | ------------ | ------------ | -------- | ------ | ----------- | ---------- |
| M. Ansaldi      | 25       | 1       | ?           | 0          | 0            | 0            | 0            | 0            | 25       | 1      | 0+          | 0          |
| F. Baldini      | 17       | 0       | ?           | 1          | -            | -            | -            | -            | 17       | 0      | 0+          | 1          |
| G. Baraldi      | 36       | 0       | ?           | 0          | 1            | 0            | 0            | 0            | 37       | 0      | 0+          | 0          |
| S. Bettarini    | 8        | 0       | ?           | 0          | -            | -            | -            | -            | 8        | 0      | 0+          | 0          |
| A. Bianchi      | 19       | 0       | ?           | 0          | -            | -            | -            | -            | 19       | 0      | 0+          | 0          |
| G. Costi        | 25       | 0       | ?           | 3          | 1            | 0            | 0            | 0            | 26       | 0      | 0+          | 3          |
| D. Delli Carri  | 31       | 0       | ?           | 0          | -            | -            | -            | -            | 31       | 0      | 0+          | 0          |
| E. Di Francesco | 34       | 3       | ?           | 0          | 1            | 0            | 0            | 0            | 35       | 3      | 0+          | 0          |
| O. Di Stefano   | 32       | 1       | ?           | 0          | 1            | 0            | 1            | 0            | 33       | 1      | 1+          | 0          |
| A. Dolcetti     | 19       | 1       | ?           | 0          | -            | -            | -            | -            | 19       | 1      | 0+          | 0          |
| M. Donatelli    | 6        | 2       | ?           | 0          | 1            | 0            | 0            | 0            | 7        | 2      | 0+          | 0          |
| S. Giusti       | 37       | 2       | ?           | 1          | 1            | 0            | 0            | 0            | 38       | 2      | 0+          | 1          |
| M. Indragoli    | 1        | 0       | ?           | 0          | -            | -            | -            | -            | 1        | 0      | 0+          | 0          |
| L. Lugnan       | 7        | 0       | ?           | 0          | -            | -            | -            | -            | 7        | 0      | 0+          | 0          |
| P. Mancini      | 5        | -3      | ?           | 0          | 0            | 0            | 0            | 0            | 5        | -3     | 0+          | 0          |
| R. Marta        | 5        | 0       | ?           | 0          | 0            | 0            | 0            | 0            | 5        | 0      | 0+          | 0          |
| F. Monaco       | 26       | 0       | ?           | 0          | 1            | 0            | 0            | 0            | 27       | 0      | 0+          | 0          |
| R. Paci         | 35       | 14      | ?           | 1          | -            | -            | -            | -            | 35       | 14     | 0+          | 1          |
| A. Pistella     | 4        | 0       | ?           | 0          | 1            | 1            | 0            | 0            | 5        | 1      | 0+          | 0          |
| D. Quironi      | 33       | -35     | ?           | 0          | 1            | -2           | 0            | 0            | 34       | -37    | 0+          | 0          |
| M. Rastelli     | 32       | 9       | ?           | 2          | 1            | 0            | 0            | 0            | 33       | 9      | 0+          | 2          |
| B. Russo        | 23       | 0       | ?           | 0          | 1            | 0            | 0            | 0            | 24       | 0      | 0+          | 0          |
| R. Simonetta    | 7        | 0       | ?           | 0          | 1            | 0            | 0            | 0            | 8        | 0      | 0+          | 0          |
| S. Vignini      | 11       | 0       | ?           | 0          | 1            | 0            | 0            | 0            | 12       | 0      | 0+          | 0          |